# Margaret (canción)
«Margaret» es una canción de la cantautora estadounidense Lana Del Rey con la participación de Bleachers, del noveno álbum de estudio de Del Rey Did You Know That There's a Tunnel Under Ocean Blvd (2023). La canción, que lleva el nombre de la actriz Margaret Qualley, la entonces prometida del frecuente colaborador de Del Rey, Jack Antonoff, refleja su relación. Una balada romántica, la canción recibió críticas positivas de los críticos.

## Antecedentes

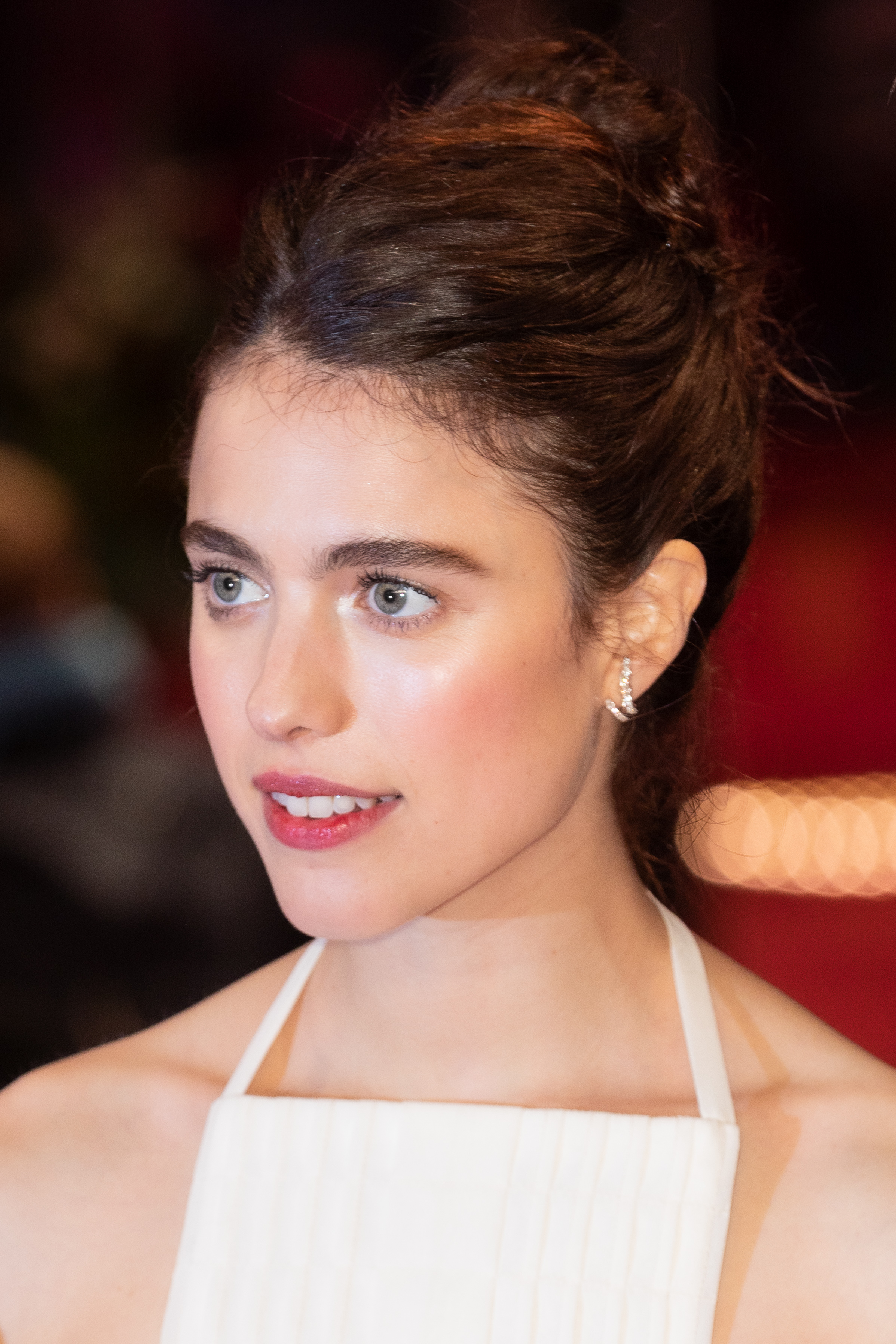
La actriz estadounidense Margaret Qualley, de quien toma nombre la canción.

«Margaret» fue la última canción escrita para el noveno álbum de estudio de Del Rey, Did You Know That There's a Tunnel Under Ocean Blvd, escrita en septiembre de 2022. La canción es un homenaje a su colaborador de muchos años, Jack Antonoff, y a su entonces prometida Margaret Qualley, de quien toma el nombre la canción. La canción está escrita y producida por Del Rey y Antonoff, y cuenta con la participación de Bleachers.  «Margaret» narra cómo Antonoff y Qualley se conocieron. Del Rey se inspiró en la canción después de escuchar a Antonoff tocar el piano y cantar. La canción se describe como una balada y una canción de amor, con el coro repitiendo la frase When you know, you know («Cuando sabes, sabes»).  Del Rey abordó la letra diciendo que la relación entre Antonoff y Qualley era una situación de «Cuando sabes, sabes».

## Versiones en vivo y covers
Del Rey interpretó la canción por primera vez en abril de 2023 con Antonoff en el High Water Festival. Más tarde interpretó la canción con Antonoff en el All Things Go Music Festival durante su presentación como cabeza de cartel en octubre de 2023, con Qualley entre el público. El cantante estadounidense Jeff Tweedy se unió a Bleachers para hacer una versión de la canción en mayo de 2024.

## Recepción
Qualley se refirió a la canción como «una de las cosas más locas que le han pasado [a ella]», afirmando además que adoraba a Del Rey. Ella dijo que lloró durante la primera vez que escuchó la canción.  El Los Angeles Times calificó la canción de «tierna». NME calificó a Margaret como una de las canciones más «bellas y conmovedoras» del disco. Billboard clasificó la canción en el puesto número 9 de las 16 pistas del álbum, señalando que la voz profunda y «temblorosa» de Antonoff proporcionaba un agradable contraste con la de Del Rey. The Independent elogió la canción, calificándola como el punto culminante del álbum.
La letra I mean, join the party/By the way, the party is December 18 («Quiero decir, únete a la fiesta/Por cierto, la fiesta es el 18 de diciembre») generó especulaciones de que Del Rey había filtrado la fecha de la boda de la pareja. Qualley lo negó, afirmando que Del Rey fue «lo suficientemente amable» como para no incluir la fecha real de su boda en la canción. La pareja se casaría el 19 de agosto de 2023.

## Listas
| Listas (2023)                                 | Posición más alta |
| --------------------------------------------- | ----------------- |
| Estados Unidos (Hot Rock & Alternative Songs) | 34                |